# Kanzeluhr
Eine Kanzeluhr, auch Predigtuhr genannt, ist eine an der Kanzel angebrachte Uhr, die dazu dient, die Dauer der Predigt vorzugeben.

## Formen und Verwendung

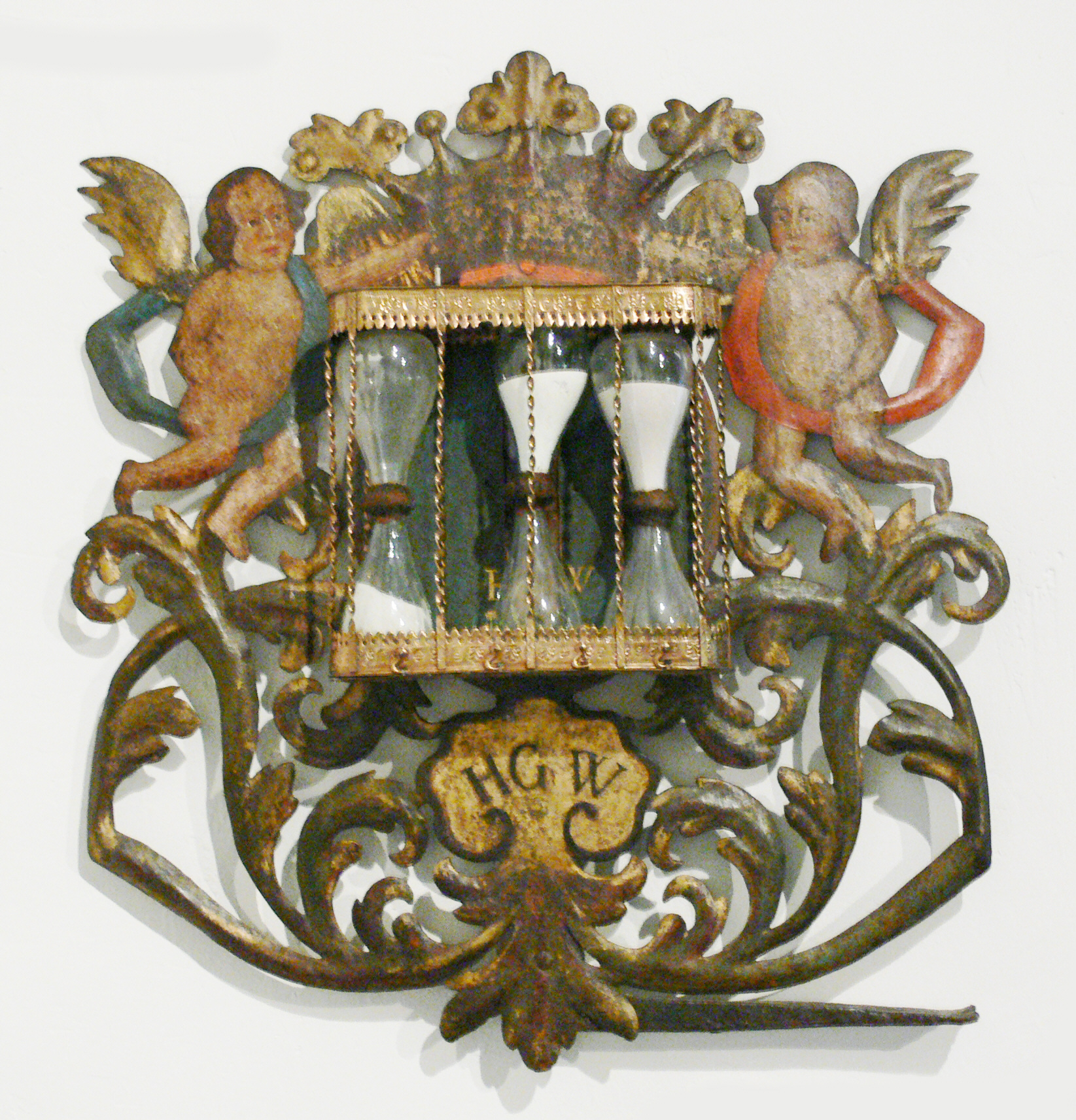
Kanzeluhr von 1776 im Volkskundemuseum Erfurt

Eine Kanzeluhr war „gewöhnlich eine Sanduhr auf der Kanzel, nach welcher sich die Prediger in Ansehung der Länge ihrer Predigt richten können“. So konnten der Pfarrer seine Predigtzeit einhalten und zugleich seine Zuhörer abschätzen, wie lange die Predigt voraussichtlich noch dauern würde. In der Regel war die Kanzeluhr eine sogenannte „Predigtsanduhr“: Sie bestand aus zumeist vier nebeneinander angebrachten Sanduhren, deshalb auch „viergläsrige Sanduhr“ genannt. (Gelegentlich hatte sie auch zwei, drei oder sechs Gläser.) Dabei gab es zum einen Kanzeluhren, die in je einer Viertelstunde durchliefen. Bei Predigtbeginn drehte der Küster die Sanduhr um. Der erste Abschnitt der Predigt, die Hinführung zur Predigtperikope, dauerte ein Glas lang, also 15 Minuten. Nach dem Verlesen des biblischen Textes wurde das zweite Glas umgedreht: Die Hauptpredigt begann, die gewöhnlich aus drei je ein Glas dauernden Teilen bestand, so „daß erst mit dem letzten verrinnenden Körnlein das oft lang ersehnte Amen erfolgte“. Bei anderen Modellen wurde die viergläsrige Sanduhr zu Predigtbeginn als Ganze gedreht. In diesem Fall unterschieden sich die Gläser in der Durchlaufgeschwindigkeit des Sandes: z. B. 15, 30, 45 und 60 Minuten oder 15, 20, 25 und 30 Minuten.

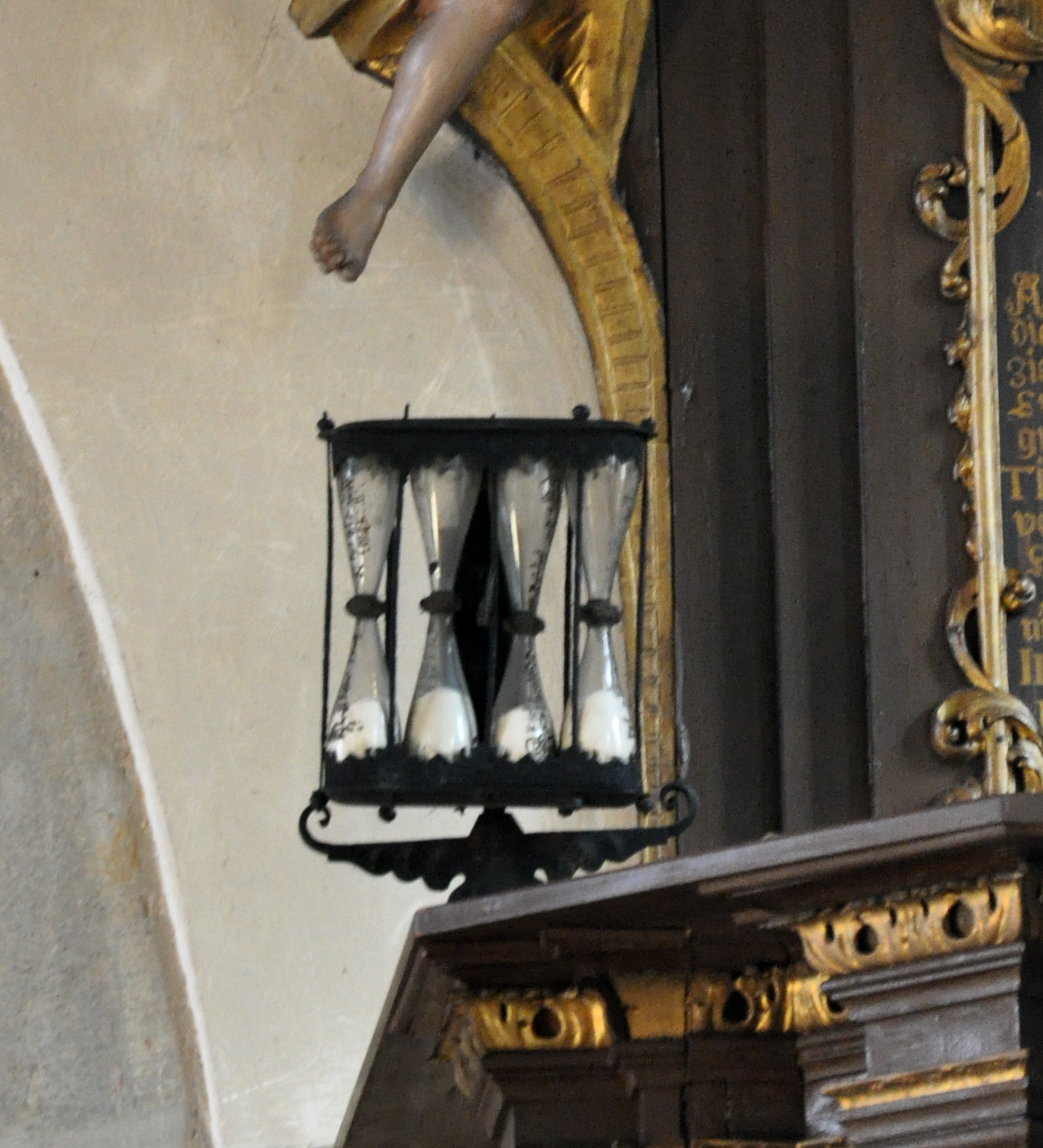
Kanzeluhr in der Evangelisch-lutherischen Stadtpfarrkirche St. Nikolai in Marktbreit

Seltener und in der Regel erst seit dem 18. Jahrhundert wurden mechanische Uhren als Kanzeluhr verwendet, so etwa in der Peterskirche in Görlitz und in der St.-Martini-Kirche in Stadthagen. Die einfachste, nur in wenigen Fällen erhaltene Form der Kanzeluhr ist eine Kerze, die in einem an der Kanzel befestigten Glas niederbrennt.

## Zweck
Insofern Prediger heutzutage darauf achten, nicht zu lange zu predigen, wird häufig angenommen, dass Kanzeluhren vor allem vor übermäßiger Predigtdauer bewahren sollten. „Nun war der Sand durch die Uhr gelaufen, die Predigt selbst geschlossen“, heißt es im Roman Vor dem Sturm von Theodor Fontane. Die 1717 für die Johanniskirche in Werben an der Elbe angeschaffte (mechanische) Kanzeluhr „schlug alle Viertelstunden an, nach einer Stunde aber sehr laut und stark als Mahnung für den Prediger fini sermonem“ (auf Deutsch: beende die Predigt!). In der Zeit der Aufklärung war die Obrigkeit darauf bedacht, dass das Volk nicht zu viel Zeit auf „unproduktive Tätigkeiten“ verwandte, sondern gefälligst arbeitete. In der Gefürsteten Grafschaft Nassau-Weilburg verfügte der Fürst im Jahre 1749:

„Daß künftig jeder Pfarrer sich mit dem Konzept seiner Predigt so einrichten soll, daß er bei dem öffentlichen Gottesdienst, einschließlich Gebet und Predigt, nicht länger als dreiviertel Stunde auf der Kanzel aufhält.

Daß ein jeder Pfarrer sogleich bei seinem Auftritt auf die Kanzel die dort anzubringende Sanduhr umdrehen und auf ihren Ablauf achten soll.“

Ältere Kirchenordnungen gaben eher eine Mindestpredigtdauer vor. Insofern dienten Kanzeluhren ebenso dazu, zu überwachen, dass der Prediger „sein Soll, für das er bezahlt wurde, auch einhielt“.
Gelegentlich nutzten die Prediger die Kanzeluhr bei den in der Barockzeit häufigen „Memento mori“- und „Vanitas“-Predigten, um den Zuhörern zu veranschaulichen, wie ihre Lebenszeit unaufhaltsam verrinnt.

## Geschichte

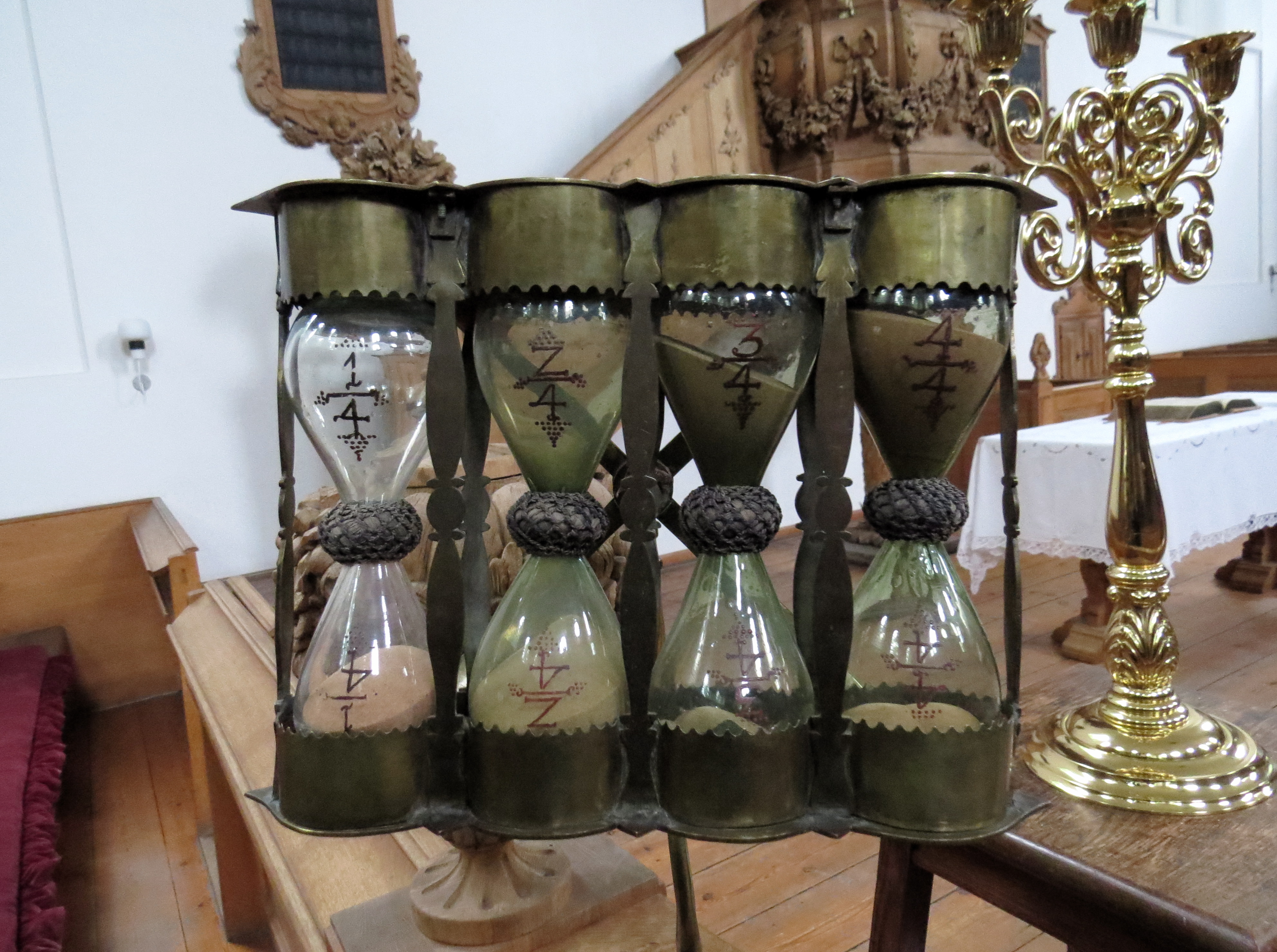
Kanzeluhr in der Reformierten Kirche in Kopenhagen. Die vier Gläser sind beschriftet: 1/4, 2/4, 3/4 und 4/4 Stunde.

Eine sehr alte, angeblich aus dem Jahre 1439 stammende Kanzeluhr befindet sich im Bestand der Priesterhäuser in Zwickau. Die älteste bekannte Abbildung eines Kircheninnenraumes, die eine Kanzeluhr zeigt, stammt aus dem Jahre 1520.
Weil die Predigt den größten (längsten) Teil des lutherischen Sonntagsgottesdienstes ausmachte und erst recht im reformierten Gottesdienst, waren Kanzeluhren vor allem in protestantischen Kirchen im 17. und im 18. Jahrhundert in Gebrauch, in manchen Landeskirchen schon seit der zweiten Hälfte des 16. Jahrhunderts. In einigen Landeskirchen war die Kanzeluhr vorgeschrieben, in anderen empfohlen. Eine Kirchen- und Schulordnung von 1565 schreibt vor: „Die Morgend- wie auch alle anderen Predigten sollen durchaus nicht über eine Stunde dauern, deshalb auf jeder Kanzel eine richtige Sanduhr angeschaffet … die bei Betretung umgewendet werden soll.“
In der katholischen Sonntagsmesse steht die Predigt nicht an erster Stelle. Kanzeluhren sind deshalb in katholischen Kirchen unüblich.
Der Großteil der Kanzeluhren wurde im 19. und im 20. Jahrhundert als „nicht mehr zeitgemäß“ im Zuge von Renovierungen aus den Kirchen entfernt, wie etwa bei der „Ausweißung“ der Kirche in Kemnitz 1856. Im besten Fall wurden die abgebauten Kanzeluhren Heimatmuseen oder regionalen kulturgeschichtlichen Museen überlassen.

## Erhaltene Kanzeluhren in Kirchen
Unter anderem in folgenden Kirchen ist die Kanzeluhr erhalten:

### In Deutschland
Baden-Württemberg
- in der Heiligkreuzkirche in Erlach bei Schwäbisch Hall

Bayern
- in der Kirche St. Oswald in Großwalbur
- in der evangelischen Spitalkirche in Hersbruck
- in der St.-Nikolai-Kirche in Marktbreit
- in der evangelischen Neupfarrkirche in Regensburg
- in der evangelischen St.-Bartholomäus-Kirche in Sommerhausen

Berlin
- in der Dorfkirche Alt-Staaken

Brandenburg
- in der Kirche in Ahrensdorf bei Ludwigsfelde
- in der Dorfkirche in Kleinmachnow
- in der evangelisch-lutherischen Kirche in Lebusa
- in der Dorfkirche in Meseberg bei Gransee
- in der Gutskirche in Tornow bei Wusterhausen an der Dosse

Hamburg

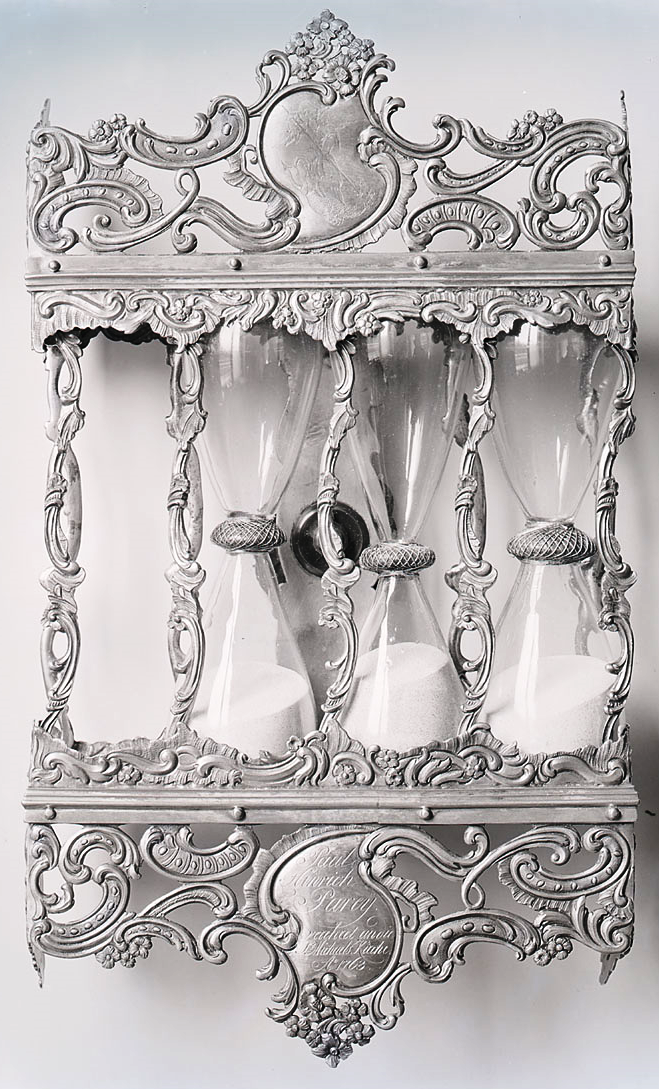
Kanzeluhr St. Michaelis Hamburg von 1763
(Foto von 1901)

- in der Hauptkirche Sankt Michaelis

Hessen
- in der Stadtkirche Lauterbach in Lauterbach
- in der evangelischen Kirche in Sachsenberg, Gemeinde Lichtenfels

Mecklenburg-Vorpommern
- in der Dorfkirche in Demern
- in der Sankt-Jacobs-Kirche in Kasnevitz auf Rügen
- in der Fachwerkkirche in Matzlow
- in der Seemannskirche in Prerow
- in der St.-Johannis-Kirche in Rerik

Niedersachsen
- in der reformierten Kirche St. Willehad in Accum bei Schortens
- in der St.-Johannis-Kirche in Arenshorst bei Bohmte
- in der St.-Ansgari-Kirche in Hage
- in der Kirche im St. Nicolaihof in Bardowick bei Lüneburg
- in der St.-Martini-Kirche in Stadthagen
- in der St.-Georg-Christophorus-Jodokus-Kirche in Stellichte bei Walsrode
- in der St.-Johannis-Kirche in Wolfenbüttel

Nordrhein-Westfalen
- in der evangelischen Kirche in Lünern bei Unna (nur der Rahmen erhalten)

Rheinland-Pfalz
- in der Bergkirche in Bad Bergzabern
- in der Friedenskirche in Grünstadt
- in der Paulskirche in Kirchheimbolanden

Sachsen
- in der Kirche in Burkersdorf bei Frauenstein
- in der Chorturmkirche in Döben bei Grimma
- im Dom St. Marien in Freiberg
- in der Peterskirche in Görlitz
- in der Kirche Leubnitz-Neuostra in Dresden
- in der Pfarrkirche in Ludwigsdorf bei Görlitz
- in der Dorfkirche in Pfaffroda
- in der Stadtkirche Sankt Marien in Torgau
- im Dom St. Marien in Wurzen
- in der Kirche in Zuschendorf bei Pirna

In der St.-Bartholomäus-Kirche in Röhrsdorf in Sachsen wurde im Jahr 2014 ein Nachbau der 1912 entfernten Kanzeluhr angebracht.
Sachsen-Anhalt
- in der Kirche St. Arnold in Breitungen im Südharz
- im Dom zu Halberstadt
- in der Kirche in Labrun bei Annaburg
- in der Patronatskirche in Meisdorf bei Falkenstein/Harz
- in der Kirche St. Marien und Willebrord in Schönhausen
- in der Johanniskirche in Werben an der Elbe
- in der Dorfkirche in Wust

Schleswig-Holstein
- in der Dorfkirche Behlendorf in Behlendorf im Kreis Herzogtum Lauenburg
- in der Petrikirche in Bosau
- in der St.-Andreas-Kirche in Brodersby
- in der Kirche St. Marien-Magdalenen in Erfde
- in der Marienkirche in Flensburg
- in der St.-Katharinen-Kirche in Gelting
- in der St.-Laurentius-Kirche in Langenhorn (Nordfriesland)
- in der St.-Johannes-Kirche in Neukirchen (Nordfriesland)
- in der St.-Marien-Kirche in Sörup
- in der St.-Niels-Kirche in Westerland auf Sylt

Thüringen
- in der St.-Georgen-Kapelle in Arnstadt
- in der Kirche Zum Heiligen Kreuz in Bettenhausen
- in der Kirche St. Bonifatius in Blankenburg
- in der Kirche in Friesau
- in der evangelischen Kirche in Großneundorf
- in der Dorfkirche in Helmershausen
- in der Kirche St. Markus in Oschitz bei Schleiz
- in der Bergkirche St. Marien in Schleiz
- in der Kirche St. Christophorus in Tiefurt bei Weimar
- in der Dorfkirche Weischwitz bei Kaulsdorf

### In weiteren Ländern

#### Dänemark
- in der Christianskirche in Kopenhagen
- in der Reformert Kirke in Kopenhagen
- in der Sankt Johannes Kirke auf Kegnæs (Alsen)
- in der Ny Kirke auf Bornholm

#### Finnland
- in der Kirche St. Laurentius in Eckerö (Åland)

#### Niederlande
- in der Nicolaaskerk in Haren
- in der Jacobuskerk in Renesse
- in der Maartenskerk in Wemeldinge

#### Norwegen
- in der Kirche von Trondenes bei Harstad

#### Schweiz
- im Berner Münster
- in der Kirche in Wimmis, Kanton Bern

#### Schweden
- in der Deutschen Kirche in Stockholm
- in der Kirche von Gammelgarn auf Gotland
- in der Kirche von Stenkyrka auf Gotland
- im Dom zu Visby auf Gotland
- in der „Alten Kapelle“ auf der Insel Ulvön in Ångermanland
- in der Kirche von Stora Skedvi in Dalarna

## Kanzeluhren in Museen
Kanzeluhren finden sich unter anderem in folgenden Museen:
- im Deutschen Hugenottenmuseum in Bad Karlshafen[17]
- im Schiffahrtsmuseum der oldenburgischen Unterweser in Brake
- in der Uhrensammlung des Mathematisch-Physikalischen Salons in Dresden
- im Volkskundemuseum Erfurt
- im Stiftskirchenmuseum in Himmelkron
- im Museum Schnütgen in Köln
- im Schloss Ludwigslust
- im Stadtmuseum Meißen
- in Museum am Lindenbühl in Mühlhausen
- im Germanischen Nationalmuseum in Nürnberg
- im Fränkischen Museum in Feuchtwangen
- im Burgmuseum in Querfurt
- im Saarländischen Uhrenmuseum in Püttlingen-Köllerbach
- im Salzlandmuseum in Schönebeck (Elbe)
- im Staatlichen Museum in Schwerin
- im Grafschaftsmuseum in Wertheim
- im Museum Kirche in Franken in Bad Windsheim
- im Lutherhaus in Wittenberg
- in den Kunstsammlungen Zwickau
- im Uhrenmuseum L. U. Ceum – Spuren der Zeit in Fleurier, Schweiz
- im Science Museum in London